# Valkyrie Drive: Bhikkhuni
Valkyrie Drive: Bhikkhuni (jap. Originaltitel: ヴァルキリードライヴ ビクニ Varukirī Doraivu Bhikkhuni) ist ein vom japanischen Entwicklerstudio Meteorise für Marvelous entwickeltes Beat ’em up mit Fanservice-Elementen, das als Teil des Cross-Media-Projektes Valkyrie Drive für die mobile Spielkonsole PlayStation Vita entstand. Dezember 2015 kam es durch Marvelous in Japan auf den Markt, 2016 über PQube auch in Europa und den USA. 2017 veröffentlichte Marvelous das Spiel schließlich auch für Microsoft Windows. In Deutschland wurde das Spiel indiziert, ähnliche Urteile gab es in Australien, China und Russland.

## Handlung
Ein mysteriöser Virus, als A-Virus („armed virus“) bezeichnet, befällt in der Spielwelt von Valkyrie Drive zahlreiche junge Mädchen. Von einer zwischenzeitlich entstandene Variante des Virus, V-Virus („valkyrie virus“) leitete sich die Bezeichnung dieser Mädchen als Valkyrie ab. Er führt bei den Betroffen zu der besonderen Fähigkeit, sich entweder als sogenannte Extar in eine lebendige Waffe verwandeln oder als Liberator diese Waffe führen zu können. Einige wenige von ihnen, die von einer weiteren Virusvariation VR betroffen sind, tragen sogar beide Veranlagungen in sich und werden auch als Hybride bezeichnet.
Alle vom Virus Betroffenen leiden unter starken Aggressionsimpulsen, die nur durch Kämpfe gelindert werden. Deshalb werden die Mädchen zur Behandlung und Ausbildung auf verschiedenen, künstlich errichteten Inseln untergebracht sind. Die titelgebende Insel Bhikkhuni ist dabei das Ausbildungscamp für Hybride. Zwei der dort untergebrachten Mädchen sind die Schwestern Rinka und Ranka Kagurazaka, die im Zentrum der Handlung stehen.

## Spielprinzip
Das Spiel besteht aus 24 Missionen, insgesamt gibt es sieben steuerbare Charaktere (Rinka, Ranka, Mana, Momo, Koharu, Viola und Manpukumaru). In klassischer Brawler-Manier erkundet der Spieler mit seiner Spielfigur die 3D-Level, wobei ein Schwerpunkt auf actionreich inszenierten Nahkämpfen liegt. Der Spieler steuert ein als Liberator agierendes Mädchen, dem ein weiteres Mädchen als Extar unterstützend zur Seite steht. Beim Kampfsystem geht es darum, die Synchronität zwischen den beiden durch Kampfaktionen und besondere Angriffskombinationen so weit zu erhöhen, dass die Liberator ihre Extar zur Verwandlung in eine mächtige Spezialwaffe animieren kann. Dieser als „Drive“ bezeichnete Verwandlungsprozess wird grafisch durch sexuelle Stimulation eingeleitet. Dafür muss der Spieler über die Touchpadfunktion die erogenen Zonen der Spielfiguren berühren. Ähnlich wie in Senran Kagura: Shinovi Versus und Estival Versus können außerdem die Kleider der Mädchen durch Attacken zerfetzt werden, sodass sie im Laufe der Mission nur noch mit Unterwäsche bekleidet herumlaufen (vgl. Fanservice).
Zwischen den Missionen kann der Spieler in der Cafeteria der Einrichtung auf Bhikkhuni Gespräche mit den verschiedenen Mädchen führen, die die Handlung vorantreiben und im Stil einer Visual Novel inszeniert sind. In einem Umkleidezimmer kann außerdem das Aussehen der Spielfiguren verändert werden.

## Entwicklung
Marvelous kündigte 2015 das Cross-Media-Projekt Valkyrie Drive, bestehend aus der Animeserie Mermaid, dem Computerspiel Bhikkkhuni und dem Social-Media-Spiel Siren an. Die Entwicklung von Bhikkhuni wurde von Senran-Kagura-Produzent Kenichirō Takaki geleitet, die Charakterdesigns stammten aus der Feder von Mana Kakkowarai. Gleichzeitig wurden bereits die Synchronsprecherinnen der Geschwister Rinka und Ranka Kagurazaka – Aya Suzaki und Kanae Itō – bekannt gegeben. Die Veröffentlichung in Japan wurde auf den 10. Dezember 2015 festgelegt. Nach Veröffentlichung erschienen mehrere Downloaderweiterungen (DLCs) für das Spiel, insbesondere neue Kostüme. Das Mermaid-Paket erweiterte das Spiel dagegen um die spielbaren Figuren Mirei Shikishima und Mamori Tokonome aus der Anime-Begleitserie Valkyrie Drive: Mermaid. Eine im Januar 2017 in Japan für Vita veröffentlichte Bikini Party Edition des Spiels umfasste neben dem Spiel zusätzlich 100 Downloaderweiterungen.
Produzent Takaki deutete April 2016 an, dass er auf eine Veröffentlichung des Spiels auf den westlichen Märkten hoffe. Tatsächlich gab Publisher PQube im Juli 2016 bekannt, den Titel in Nordamerika und Europa veröffentlichen zu wollen. Nach einer Verschiebung erschien der Titel im September (Europa) bzw. Oktober 2016 (Nordamerika).
Im Mai 2017 folgte durch Marvelous die Ankündigung einer Windows-Portierung. Diese PC-Version erschien mit Unterstützung einer Auflösung von 1080p und 60 Bildern pro Sekunde. Enthalten waren außerdem bereits sämtliche Downloaderweiterungen der Vita-Fassung.
| Figur             | Jap. Synchronisation |
| ----------------- | -------------------- |
| Rinka Kagurazaka  | Aya Suzaki           |
| Ranka Kagurazaka  | Kanae Itō            |
| Mana Inagawa      | Yumi Hara            |
| Momo Kuzuryu      | Yōko Hikasa          |
| Koharu Tsukikage  | Risa Taneda          |
| Viola             | Yū Kobayashi         |
| Manpukumaru Chang | Ayano Yamamoto       |
| Mirei Shikishima  | Yuka Iguchi          |
| Mamori Tokonome   | Mikako Izawa         |
| Echigoya          | Ai Kakuma            |

## Rezeption
Das Spiel erhielt gemischte Kritiken.

Valkyrie Drive -Bhikkhuni is a failure at almost everything it tries to do. It is, at best, a decent action game, but one weighed down by its terrible plot, crummy characters, and feeble, if not off-putting, attempts to be racy.

„Valkyrie Drive: Bhikkhuni versagt nahezu auf ganzer Linie. In seinen besten Momenten ist es ein brauchbares Actionspiel, dass jedoch runtergezogen wird von seiner schreckliche Handlung, den miesen Charakteren und seinen schwachen, wenn nicht sogar abstoßenden Versuchen sich schlüpfrig zu inszenieren.“

“Valkyrie Drive is an incredibly fun and addictive game. While it doesn’t have the same crazy narrative or visual flair as a Devil May Cry or Bayonetta, it certainly shares their vibrant and satisfying combat. Valkyrie Drive is also a game very focused on fan service, and overt sexual themes. For some people, that will be a deal breaker, but if that’s right up your alley and you’re looking for the next great touchscreen supporting Vita classic, then look no further than Valkyrie Drive.”

„Valkyrie Drive ist ein unglaublich unterhaltsames und süchtig machendes Spiel. Obwohl es nicht die gleiche verrückte Erzählung oder das gleiche visuelle Flair wie Devil May Cry oder Bayonetta hat, teilt es sicherlich deren lebendiges und befriedigendes Kampfgefühl. Valkyrie Drive ist auch ein Spiel, das sich sehr auf Fanservice und offenkundige sexuelle Themen konzentriert. Für manche Leute wird das ein Deal Breaker sein, aber wenn das genau dein Ding ist und du nach dem nächsten großartigen Vita-Klassiker mit Touchscreen-Unterstützung suchst, dann hast du es in Valkyrie Drive gefunden.“

“Last year, Senran Kagura producer Kenichiro Takaki pledged to continue making games with tenderness and his unchanging love for boobs. After spending several hours with Valkyrie Drive: Bhikkhuni, I can say he kept his word because the boobs here are fantastic. Maybe next year he can pledge to make a game with a decent story.”

„Letztes Jahr versprach der Produzent von Senran Kagura, Kenichiro Takaki, weiterhin mit Zärtlichkeit und seiner unveränderlichen Liebe zu Brüsten Spiele entwickeln zu wollen. Nachdem ich mehrere Stunden mit Valkyrie Drive: Bhikkhuni verbracht habe, kann ich sagen, dass er sein Wort gehalten hat, denn die Brüste hier sind fantastisch. Vielleicht könnte er nächstes Jahr versprechen, ein Spiel mit einer anständigen Geschichte zu machen.“

In einem mittlerweile wieder depublizierten Onlinetest der Windows-Version auf Destructoid bezeichnete Tester Jed Whitaker das Spiel dagegen zunächst als „Dynasty Warriors für Pädophile“ bzw. nach einer Anpassung „für angehende Pädobären“.
In Japan verkaufte sich das Spiel in der ersten Verkaufswoche 39.013 Mal und stieg damit auf Platz 5 der Gesamtverkaufscharts ein. Die Bikini Party Edition erreichte bei Veröffentlichung im Januar 2017 nochmals die Charts, mit 5.078 verkauften Einheiten auf Platz 14. Generell betrachtete Marvelous’ Europa-Chef Harry Holm in einem Interview 2017 den Markt für Spiele mit sexuellem Fanservice als Nischenmarkt, bezeichnete die Verkaufsergebnisse von Valkyrie Drive und Senran Kagura mit ihren niedrigen sechsstelligen Verkaufszahlen weltweit jedoch als finanziellen Erfolg für sein Unternehmen. Die Mehrheit dieser Verkäufe stamme aus dem japanischen Heimatmarkt, wo das Interesse an solchen Spielen am größten sei. Daneben gebe es aber auch Ausreißer auf anderen Märkten. Die PC-Erstveröffentlichung des Spiels über die Online-Distributionsplattform Steam erfüllte demnach bereits in der ersten Verkaufswoche die Jahresprognose des Unternehmens.
Die westlichen Versionen erschienen ohne inhaltliche oder visuelle Schnitte. In Deutschland verweigerte die USK dem Spiel zusammen mit Criminal Girls 2 daher eine Altersfreigabe wegen der Darstellung Minderjähriger in unnatürlicher und sexueller Haltung. In Folge wurde das Spiel nicht auf dem deutschen Markt veröffentlicht. Im Mai 2018 wurde von der BPjM die Indizierung der internationale Fassung auf Liste A bekannt gegeben. Mit ähnlicher Begründung (sexualisierter Gewalt) erhielt das Spiel auch in Australien keine Freigabe, während es in Russland und China u. a. wegen der Darstellung homosexueller Handlungen verboten wurde.